# Rudolf Ritter (Landrat)
Rudolf Ritter (* 22. März 1905 in Lahr; † 18. Juni 1994 in Ettenheim) war ein deutscher Jurist und Kommunalpolitiker.

## Leben
Als Sohn eines Kaufmanns geboren, studierte Ritter nach dem Besuch des Humanistischen Gymnasiums Lahr Rechtswissenschaften in Freiburg im Breisgau, Genf und Heidelberg. Während er zu Schulzeiten der Pennalverbindung Alemannia Lahr angehört hatte, wurde er im Studium 1924 Mitglied der Freiburger Burschenschaft Teutonia. Nach Examen 1929 und Promotion zum Dr. iur. sowie zweitem Examen 1932 wurde er Rechtsanwalt. Zum 1. Mai 1933 trat er der NSDAP bei (Mitgliedsnummer 3.461.848) und 1934 in die badische Innenverwaltung ein. 1936 wurde er Regierungsrat in Kehl, dann in Freiburg und 1940 kommissarischer Landrat im Kreis Altkirch. 1942/43 ging er zum Regierungspräsidium Aurich. Die Personalakte der damaligen Preußischen Regierung Aurich trägt die Bezeichnung „Dr. Rudolf Ritter, Regierungsrat, geb. 1905“ und „Laufzeit 1942-1945“. Er war ab Mai 1943 im Kriegsdienst in Norwegen.
Nachdem er 1946 aus französischer Kriegsgefangenschaft entlassen worden war, wurde ihm die Tätigkeit als Rechtsanwalt und in der badischen Innenverwaltung verweigert, da er „Funktionsträger im nationalsozialistischen Staat“ gewesen war. Er arbeitete bis 1949 als juristischer Hilfsarbeiter und erhielt dann wieder seine Zulassung als Rechtsanwalt. Ab 1953 gehörte er dem Lahrer Stadtrat an und war dort von 1955 bis 1970 Erster Beigeordneter mit der Amtsbezeichnung Bürgermeister. Er war lange Zeit Kreisverordneter und Ortsvorsteher der FDP.

## Ehrungen
- 1981: Heimatpreis des Ortenaukreises
- 1988: Oberrheinischer Kulturpreis

## Veröffentlichungen
- Die Behandlung schädlicher Leute in der Carolina ; Art. 176 in Verbindung mit Art. 128 der P.G.O. Kaiser Karls V. von 1532. Dissertation Universität Heidelberg 1930.
- Wanderwege im Elsaß. 60 Rundwanderungen in den Vogesen. Lahr/Schwarzwald, 1972, 7. Auflage 1987.